# MAN NG 272

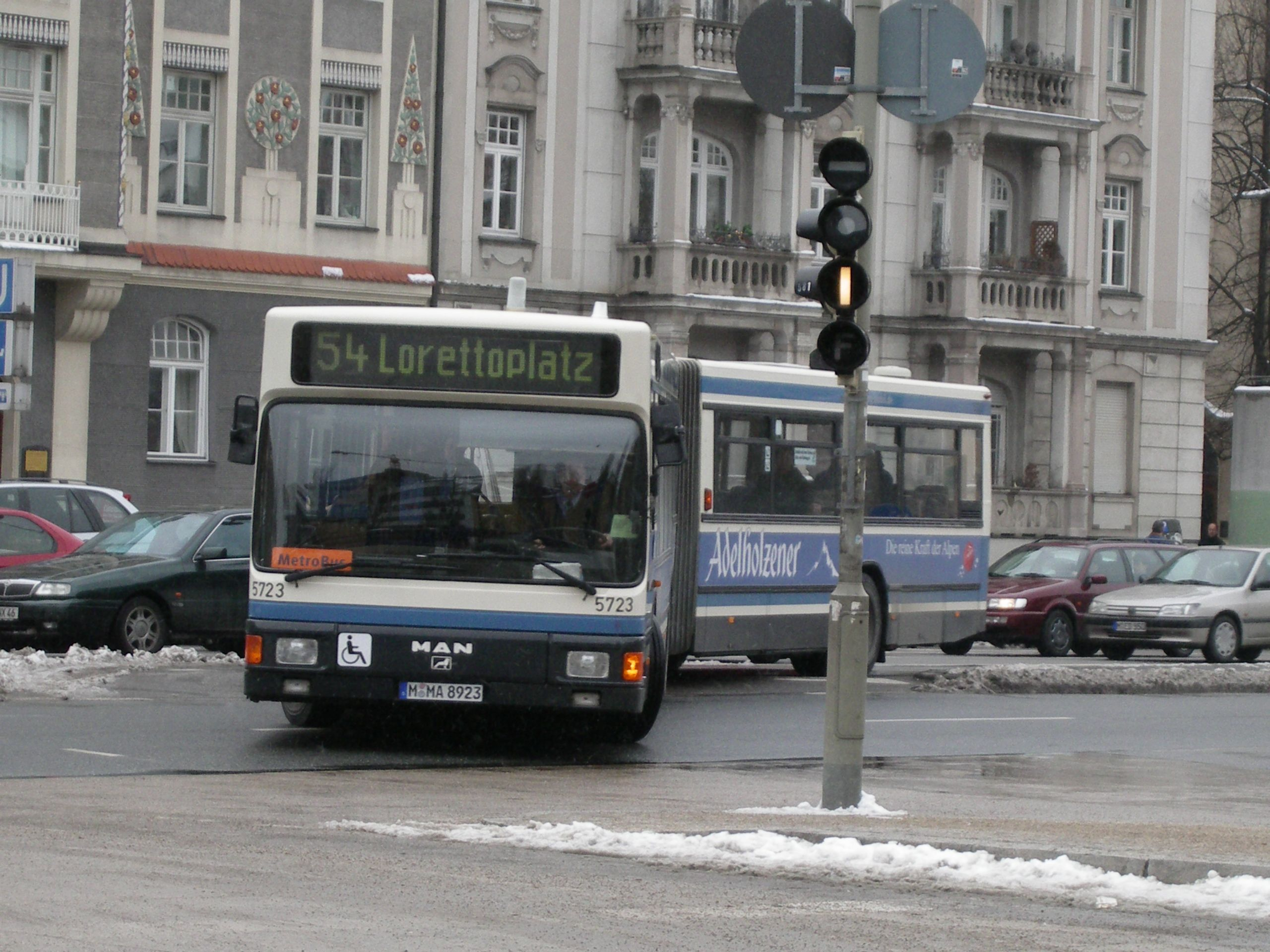
MAN NG 272 der MVG München am 19. Februar 2005 auf der Linie 54 Richtung Lorettoplatz

1990 präsentierte MAN mit dem NG 272 seinen ersten Niederflur-Gelenkbus, passend zum MAN NL 202. Dieser optisch an den VÖV-Standard-II-Linienbus angelehnte Bus war mit drei und auch mit vier Türen lieferbar. Der Schubgelenkbus war mit einem Dieselmotor im Heck ausgerüstet, der die letzte Achse antrieb. Alle Sitze waren im Gegensatz zur zweiten Serie NG 272(2) (A11) auf Podesten angebracht. 
Schon 1992 wurde der NG 272 vom A11 abgelöst. Er entsprach optisch weitgehend dem NG 272 der ersten Generation. Wesentlicher Unterschied des Nachfolgers war die podestarme Anordnung der Sitze im Vorderwagen und deshalb vorn tiefer gezogenen Seitenfenstern mit einem Knick in der unteren Fensterlinie vor der mittleren Achse im Gegensatz zur geraden Fensterlinie bei der ersten Baureihe des Niederflur-Gelenkbusses. Er wurde trotzdem als eigene Baureihe geführt. 
Die NG 272 wurden bei den Verkehrsbetrieben inzwischen ausgemustert, nur noch wenige sind bei privaten Busbetreibern oder im Ausland im Einsatz.